# ペアダ
ペアダ（Peada、656年没）は、7世紀マーシア王ペンダの息子。ペンダがノーサンブリア王オズウィのとの戦いに敗れ655年11月に戦死した後、オズウィにより南マーシアの王とされたが、翌656年春の復活祭の頃、王妃の裏切りにより殺害された。

## 生涯
653年ごろ、父ペンダの命によりミドル・アングルスの王となる。8世紀の神学者・歴史家ベーダはペアダについて「非常に傑出した青年で、王の名と身分に実にふさわしかった」と述べ、さらにペアダがノーサンブリア王オズウィの王女エアルフレッド（Alchflaed of Bernicia）に求婚したことを記している。これに対しオズウィ王は、ペアダの受洗とペアダとミドル・アングルスの民すべてがキリスト教へ改宗すること（ペアダは父ペンダと同じくこのときまで異教徒であった）を結婚の条件とした。ペアダの改宗についてはベーダ『英国民教会史』に次のように記述されている。
「真理の説教、天の国の約束、復活の希望、未来の不滅を聴いたのち、たとえその処女を得られなくとも、喜んでキリスト教徒になる旨を宣言した。彼はとりわけアルクフリッド（Aifrid）と呼ばれるオズウィ王の王子からキリスト教信仰の受容を勧められていた。アルクフリッドはペアダの妹でキュネブルグ（Cyneburga）と呼ばれるペンダ王の王女を妃として迎えることになり、ペアダの義弟となり友人となった。」
ペアダはリンディスファーン修道院のフィナン（Finan of Lindisfarne）によって洗礼を受け、その配下や民もこれに従った。
「かくして、ペアダは自分に同行したすべての側近、部族長および召使全部とともに、司教であるフィナンによってヴォルボトルと呼ばれる有名な王の都市で洗礼を受けた。さらに学識に卓越し徳ある生活を送っている四人の司祭を得て、喜びに満ちて帰国した。その司祭というのはケッド（Cedda）、アッダ（Adda）、ベッティ（Betti）、ディウマ（Diuma）の四人であり、このうち最後の者だけがスコット人（Scot）出身で、そのほかはアングリア出身であった。アッダはゲイツヘッドと呼ばれる修道院の有名な司祭で院長であるウッタ（Utta）の弟であった。さて、司祭たちは首長ペアダと彼の国へ行って神のことばを説き、住民たちに喜んで傾聴された。そして毎日のように、身分の高い者も低い者も偶像信仰を放棄して、洗礼によってその罪が浄められることとなった。」
655年11月15日、ウィンウェドの戦い（Battle of the Winwaed）でペンダ王がオズウィに破れて命を落とし、マーシアの実権はオズウィが握ることとなった。ベーダによれば、マーシアはトレント川を境に南北に分割され、北マーシアは7000ハイド（7千世帯分の土地）、南マーシアは5000ハイド（5千世帯分の土地）で、オズウィは南マーシアの地をペアダに与えたという。
『アングロサクソン年代記』によると、ペアダはピーターバラに修道院（後のピーターバラ大聖堂）を建設した。
「彼（ペアダ）の治世に、彼と（ノーサンブリア）王オズワルドの弟オズウィが会見し、キリストの栄光と聖ペテロの賛美のために、修道院を建てることを望んでいると宣言した。そして、彼らは、それを実行し、そこにメデスワル（Medeswael）という泉があることから、その修道院にメデスハムステッド（Medeshamstede）と名づけた。それから、彼らは、その基礎工事を始め、その上に修道院を建て、それをサクスルフ（Seaxwulf）という名の修道士に託した。彼は、偉大な、神の友であり、全人民が彼を愛した。彼は、世の中に非常に高貴の人として生まれ出て、きわめて強力であったが、今では、キリストと同様に、その当時よりはるかに強力である。」
しかしペアダの治世は永くは続かなかった。『年代記』には「ペアダは、長い間統治するということがなかった。なぜなら、彼は、復活祭の季節に、彼自身の王妃に裏切られて殺されたからである」とあり、ベーダ『英国民教会史』でも「ペアダは、自分の妃の裏切りにより、翌春の復活祭の祝日に悪辣にも殺された」と、在位一年にも満たずにペアダが殺害されたことが記されている。
マーシアはウィンウェドの戦い以降オズウィが実質統治していたが、ベーダによるとペンダ王の死去から3年後、インメン、エアファ、エアドベルトらマーシア人の将軍がペンダの遺児ウルフヘレを擁して謀反を起こし、マーシアからノーサンブリア人勢力を駆逐して領土と自由を回復した。